# Rue Galernaïa (Saint-Pétersbourg)
La rue Galernaïa est une rue du District de l'Amirauté à Saint-Pétersbourg. Elle s'étend sur 1,6 kilomètre de la place du Sénat jusqu'au quai du nouveau canal de l'Amirauté.

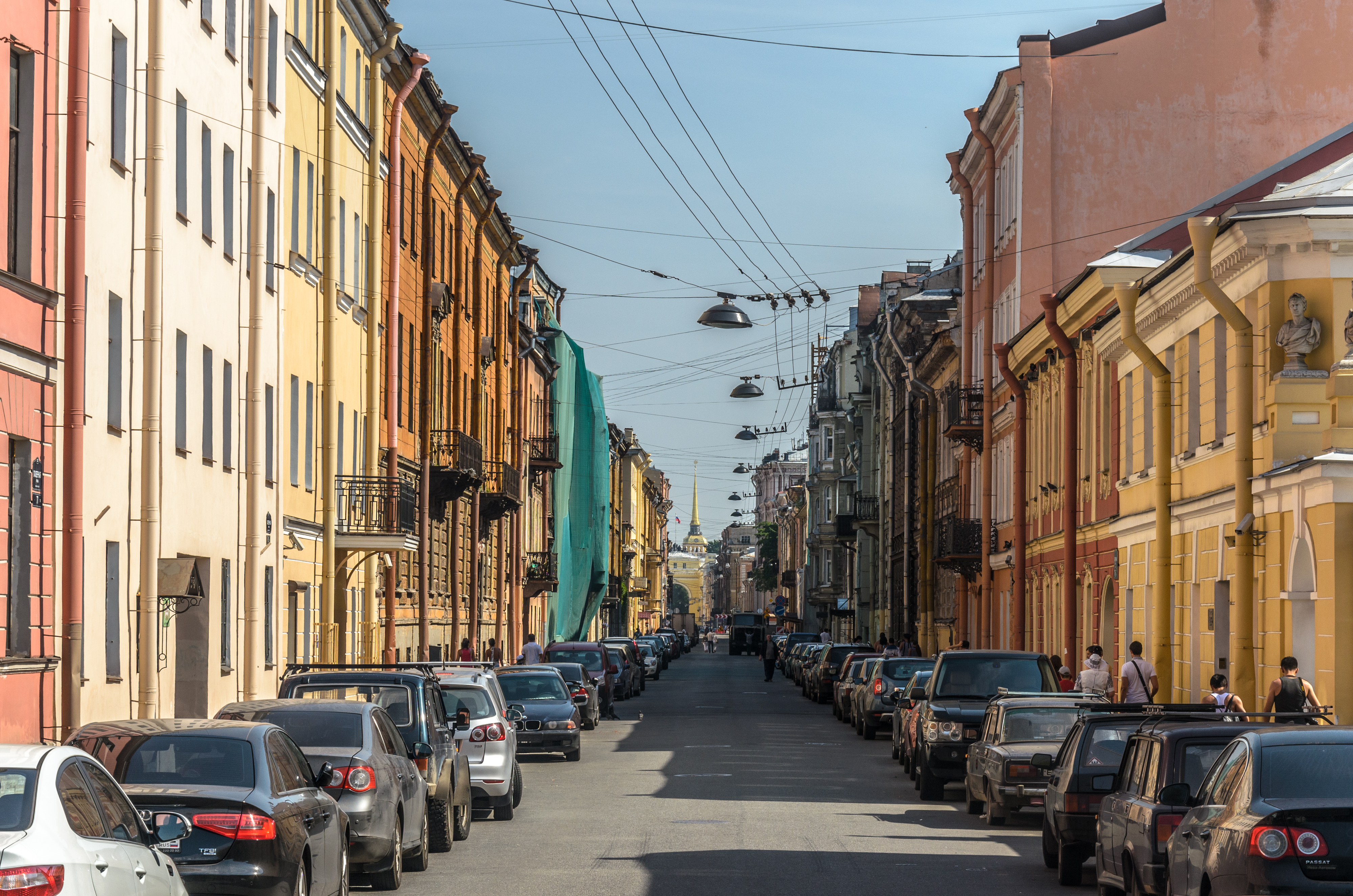

## Nom
Dans la première moitié du XVIIIe siècle, elle s'appelait 1ère rue Galernaïa, car Galerny Dvor se trouvait dans ce quartier. Le 20 avril 1738, le nom de rue Saint-Isaac fut donné, du nom de l'église Saint-Isaac, qui se trouvait alors au début de la rue. En 1810, le nom de rue Galernaïa supplanta les anciens noms et devint officiel.
En octobre 1918, le nom de Rue Rouge fut donné dans le but « d’exprimer l’esprit révolutionnaire de l’époque ». Le 4 octobre 1991, le nom de rue Galernaïa a été restitué.

## Histoire
Elle est née immédiatement après l'apparition de la ville dans la première moitié du XVIIIe siècle dans le Galerny Dvor, comme on appelait alors la rangée de maisons le long des rives de la Neva, depuis la place moderne du Sénat jusqu'au nouveau canal de l'Amirauté, comme étant la route menant au chantier naval Galernaya, situé au-delà du canal.

## Lieux

### Côté pair
- N° 2 - Bibliothèque présidentielle Boris-Eltsine.
- N° 4 - Maison construite à la fin du XVIIIe siècle et reconstruite en 1877 par l'architecte F. L. Miller[2].
- N° 10 - Maison V. P. von Dezeen, années 1790[3],[4].
- N° 18 (Boulevard Konnogvardeysky, 15) -  Maison Zhegocheva, du XVIIIe siècle et reconstruite en 1852 selon le projet de I. Chernik[2].
- N° 20-22 - Maison Utina, 1858-1860[5],[6].
- N° 24 - Palais Nikolaevsky (Palais du Travail). 7810113000
- N° 40 A - Maison d'édition Et S. M. Propper. Construit en 1905-1907 sur le projet de l'ingénieur Kapelinsky[7]. 781720971820005
- N° 46 A - Maison. 781710970870005
- N° 48 A - Maison Ignatiev, 2ème étage. XVIII siècle. 781710971500005
- N° 50 A - Maison G. Rading, 2e étage. XVIII siècle  781710971510005
- N° 58-60 - Palais Bobrinsky. 7810022001

### Côté impair
- N° 1 - Bâtiment du Sénat et du Synode (siège de la Cour constitutionnelle de Russie). 781510303570006
- N° 3 - Maison Laval. 7810007000
- N° 5 - Maison Casalet. 7802427000
- N° 7 - Maison Paskevich.
- N° 9 - Maison Naryshkin 7810010000
- N° 13 - Propriété Tenishev. 7802429000
- N° 15 - Propriété du général Durnovo.
- N° 17 - Palais Lobanov-Rostovsky, construit au XVIIIe siècle et en 1822 sur le projet de F. I. Ruska[2].
- N° 25 - Propriété du marchand Chelyshev. 7802431000
- N° 27 A - Maison von Derviz (Grand-duc Andreï Vladimirovitch). 781510321300006
- N° 29 - Maison Mayer. 781510335340005
- N° 31 - Collège des Affaires Étrangères. 7810012000
- N° 33 - Maison Von Derviz, depuis 1987 - théâtre musical de Chambre «Opéra De Saint-Pétersbourg». 7810013000
- N° 43 - Manoir de Polezhaeva. 7802525000
- N° 49 - Propriété de Ferzen. 7802434000
- N° 51 - Maison Stenbock-Fermor. 7810015000
- N° 53 - Maison Strukov. 7802524000
- N° 55 - Palais du grand-duc Mikhaïl Alexandrovitch. 7810016000
- N° 57 - Église anglicane de Jésus-Christ. 7810017003
- N° 59 - Propriété Zanadvorskaya. 7802436000
- N° 61 - Manoir de Teplova. 7802437000
- N° 67- Propriété du Prince L. D. Vyazemsky. 7802438000
- N° 69 - Maison Stieglitz (palais du grand-duc Pavel Alexandrovitch). 7810018000

## Liens
- Rue Galernaïa (Krasnaya)